# Izato Nzege Koloke
 (novembre 2021).
La mise en forme du texte ne suit pas les recommandations de Wikipédia : il faut le « wikifier ».
Les points d'amélioration suivants sont les cas les plus fréquents :
- Les titres sont pré-formatés par le logiciel. Ils ne sont ni en capitales, ni en gras.
- Le texte ne doit pas être écrit en capitales (les noms de famille non plus), ni en gras, ni en italique, ni en « petit »…
- Le gras n'est utilisé que pour surligner le titre de l'article dans l'introduction, une seule fois.
- L'italique est rarement utilisé : mots en langue étrangère, titres d'œuvres, noms de bateaux, etc.
- Les citations ne sont pas en italique mais en corps de texte normal. Elles sont entourées par des guillemets français : « et ».
- Les listes à puces sont à éviter, des paragraphes rédigés étant largement préférés. Les tableaux sont à réserver à la présentation de données structurées (résultats, etc.).
- Les appels de note de bas de page (petits chiffres en exposant, introduits par l'outil «  Source ») sont à placer entre la fin de phrase et le point final[comme ça].
- Les liens internes (vers d'autres articles de Wikipédia) sont à choisir avec parcimonie. Créez des liens vers des articles approfondissant le sujet. Les termes génériques sans rapport avec le sujet sont à éviter, ainsi que les répétitions de liens vers un même terme.
- Les liens externes sont à placer uniquement dans une section « Liens externes », à la fin de l'article. Ces liens sont à choisir avec parcimonie suivant les règles définies. Si un lien sert de source à l'article, son insertion dans le texte est à faire par les notes de bas de page.
- La présentation des références doit suivre les conventions bibliographiques. Il est recommandé d'utiliser les modèles {{Ouvrage}}, {{Chapitre}}, {{Article}}, {{Lien web}} et/ou {{Bibliographie}}. Le mode d'édition visuel peut mettre en forme automatiquement les références.
- Insérer une infobox (cadre d'informations à droite) n'est pas obligatoire pour parachever la mise en page.

Pour une aide détaillée, merci de consulter Aide:Wikification.
Si vous pensez que ces points ont été résolus, vous pouvez retirer ce bandeau et améliorer la mise en forme d'un autre article.
Izato Nzege Koloke, né le 1er juillet 1984, est un homme politique élu depuis le 1er juillet 2019 comme gouverneur de la province du Nord-Ubangi.

## Biographie
Izato Nzege Koloke est né à Kinshasa le 1er juillet 1984.

## Études
Izato Nzege est Diplômé de maîtrise en génie d'entreprise de l'école des technologies supérieures de Montréal au Canada, il avait aussi obtenu son diplôme d'État en mathématique-physique au collège présidentiel de Gbadolite.

## Fonctions occupées
Il a été chef du bureau principal au ministère de mines et Conseiller des ministres à plusieurs reprises et coordinateur provincial de la plate forme des communautés de Joseph Kabila Kabange. Et actuellement membre de l'UDPS de Félix Antoinne Tshikedi TSHILOMBO. Il est également le président du conseil d'administration de la caisse Nationale de Péréquation.
.
« la cour constitutionnelle siégeant en matière de contrôle de constitutionnalité, après l’avis du Procureur Général,…, dit nul et de nul effet la motion de défiance contre le référent  adoptée par l’assemblée provinciale du Nord – Ubangi au cours de sa plénière du 12 décembre 2020 » annonce lors d’ une audience, le président intérimaire de la cour constitutionnelle, le juge Evariste Prince Funga Molima Mwata. Dans cette audience, le juge Evariste-Prince Funga Molima Mwata a jugé de nul effet, la motion de déchéance contre le Gouverneur du Nord-Ubangi. Rappelons que, le Gouverneur de la province du Nord-Ubangi avait été déchu de ses fonctions le 12 décembre 2020 après la clôture des consultations organisées par le Chef de l’État auxquelles il avait participé et onze jours avant la conférence des Gouverneurs ténue à Kinshasa
Izato Nzege Koloke il était ancien gouverneur de la province du Nord-Ubangi et a déposé ce mardi 7 décembre, sa démission auprès du chef de l’Etat. Ce, alors que l’Assemblée provinciale examine au cours de la plénière de ce mercredi la motion de censure initiée contre l’équipe gouvernementale qu’il dirige. A en croire Fila Ernest Bangato, le porte-parole du gouvernement provincial, l’ex-chef de l’exécutif provincial qualifie d'acharnement à son égard, ce qui se passe à l'Assemblée provinciale du Nord-Ubangi.